# Valle del Guamuez
Valle del Guamuez, qui a également été appelée La Hormiga, est une municipalité située dans le département de Putumayo en Colombie.